# ووناس
ووناس (به فرانسوی: Vonnas) یک کمون در فرانسه است که در canton of Châtillon-sur-Chalaronne واقع شده‌است.

## خصوصیات
ووناس ۱۷٫۸۱ کیلومترمربع مساحت و ۲٬۶۸۱ نفر جمعیت دارد و ۱۹۰ متر بالاتر از سطح دریا واقع شده‌است.